# Манжара, Дмитрий Иванович
Дми́трий Ива́нович Манжара́ (28 октября [9 ноября] 1885 — 1938) — участник революционного движения в Туркестане. Один из руководителей подавления «Осиповского мятежа» в Ташкенте в январе 1919 года. Советский и партийный деятель Узбекистана.

## Биография
Дмитрий Иванович Манжара родился 20 октября (9 ноября) 1885 года в городе Белополье Херсонской губернии в семье железнодорожника.
Окончил один класс городского училища. Работал подручным слесаря, затем слесарем на различных предприятиях юга России. Участвовал в работе социал-демократических кружков города Белополья. С 1909 года Д. И. Манжара стал работать слесарем Главных железнодорожных мастерских Ташкента и вести пропагандистскую работу в нелегальном социал-демократическом кружке. За революционную пропаганду был арестован и сослан в Иркутскую губернию.
В 1917 году Д. И. Манжара вступил в члены ВКП(б) и был избран председателем «Союза рабочих» Бородинских мастерских, членом Ташкентского совета. В сентябре 1917 года он был одним из руководителей забастовки ташкентских железнодорожников. Во время вооружённого восстания в Ташкенте в октябре 1917 года Д. И. Манжара в составе отряда Красной гвардии участвовал в уличных боях в Ташкенте.
С 1918 года Д. И. Манжара являлся председателем райкома профсоюза железнодорожников в Ташкенте, членом ТурЦИКа, членом Ташкентского горкома Коммунистической партии Туркестана и членом Ташгорисполкома.
В 1918 году он являлся комиссаром «коммунистической роты», воевавшей на Актюбинском фронте.
В январе 1919 он являлся одним из активных участник подавления «Осиповского мятежа» в Ташкенте. С января 1919 года Д. И. Манжара был заместителем председателя Временного Реввоенсовета Туркестанской АССР и секретарь Третьего Железнодорожного райкома Коммунистической партии Туркестана в Ташкенте.
С 1922 года — 2-й секретарь ЦК Коммунистической партии Туркестана, секретарь Туркбюро ВЦСПС, нарком РКИ Туркестана.
С 1924 года Д. И. Манжара стал уполномоченным Центральной Контрольной Комиссии ВКП(б) — Наркомата РКИ СССР по Средней Азии. В 1930-х — 1934 годах он был уполномоченным Центральной Контрольной Комиссии ВКП(б) — Наркомата РКИ СССР по Узбекской ССР.
В 1933—1937 годах — заместитель председателя ЦИК Узбекской ССР.
С 13 марта по 26 сентября 1934 Д. И. Манжара являлся председателем ЦК МОПР Узбекистана.
С 22 марта 1934 года Д. И. Манжара работал ответственным редактором журнала «Советское строительство и право». С 28 апреля 1934 года являлся заместителем председателя Центральной юбилейной комиссии по подготовке празднования 10-летия Узбекской ССР. С 11 октября 1934 года он работал председателем Центризбиркома УзССР.
В 1937 году Д. И. Манжара был уполномоченным Комиссии партийного контроля ЦК ВКП(б) по УзССР.
В 1937 году он был избран заместителем председателя Президиума Верховного Совета УзССР.
В 1924—1934 годах член Центральной контрольной комиссии ВКП(б), в 1925—1927 годах кандидат в члены Президиума ЦКК ВКП(б).
Д. И. Манжара был делегатом 13, 14, 15, 16 и 17-го съездов ВКП(б). Избирался членом ЦК КП Узбекистана.
5 сентября 1937 года Исполнительное бюро ЦК Коммунистической партии Узбекистана постановило «Исключить Манжару Д. как врага народа из рядов партии, пленума и бюро ЦК. Снять с зам. пред. ЦИК».
28 марта 1938 года Д. И. Манжара стоял 66 номером в утверждённом членами политбюро ЦК ВКП(б) представленным НКВД СССР списке лиц, подлежащих суду Военной коллегии Верховного Суда СССР и рекомендованных к наказанию по 1-й категории.

### Литературное творчество
Д. И. Манжара автор ряда книг и научно-исторических исследований — «Революционное движение в Средней Азии. 1905—1920-е годы», «Борьба за власть Советов».

### Семья
Д. И. Манжара был женат и имел сына Николая, который жил в Ташкенте.

## Награды
Д. И. Манжара был награждён орденом Красного Знамени, орденом Трудового Красного Знамени, Почетной грамотой РВС Туркестанского фронта.